# Antiprotozoário
Antiprotozoário é uma classe de medicamentos usado para tratar protozooses.
Os protozoários podem possuir pouco em comum entre si (por exemplo, Entamoeba histolytica é menos relacionado com Naegleria fowleri do que com Homo sapiens) e como tal, agentes eficazes contra um agente patogénico pode não eficaz contra outro. No entanto, o metronidazol é selectivo para organismos anaeróbico, e como tal é eficaz contra a maioria desses agentes patogénicos.
Podem ser agrupados por mecanismo ou por organismo. Recentes artigos também propuseram o uso de vírus para tratar infecções causados por protozoário.
Muitos são usados também para tratar bactérias ou fungos.

## Exemplos
- Antimaláricas[5]:
  - Quinina
  - Mefloquina
  - Cloroquina,
  - Proguanil com atovaquona
  - Doxiciclina (antibiótico do grupo das tetraciclinas).

- Derivados do imidazol (Azoles):
  - Metronidazol,
  - Tinidazol,
  - Ornidazol

- Outros[6]:
  - Atovaquona
  - Cotrimoxazol (Bactrim, uma Sulfonamida)
  - Eflornitina
  - Furazolidona
  - Melarsoprol
  - Miltefosina
  - Nifuratel
  - Sulfato de paromomicina
  - Fumagilina
  - Pentamidina
  - Pirimetamina